# Jozef Ľudovít Holuby
Jozef Ľudovít Holuby (25. března 1836 v Lubině – 15. června 1923 v Pezinku) byl slovenský protestantský kazatel, botanik, národopisec, spisovatel a národní buditel.

## Životopis

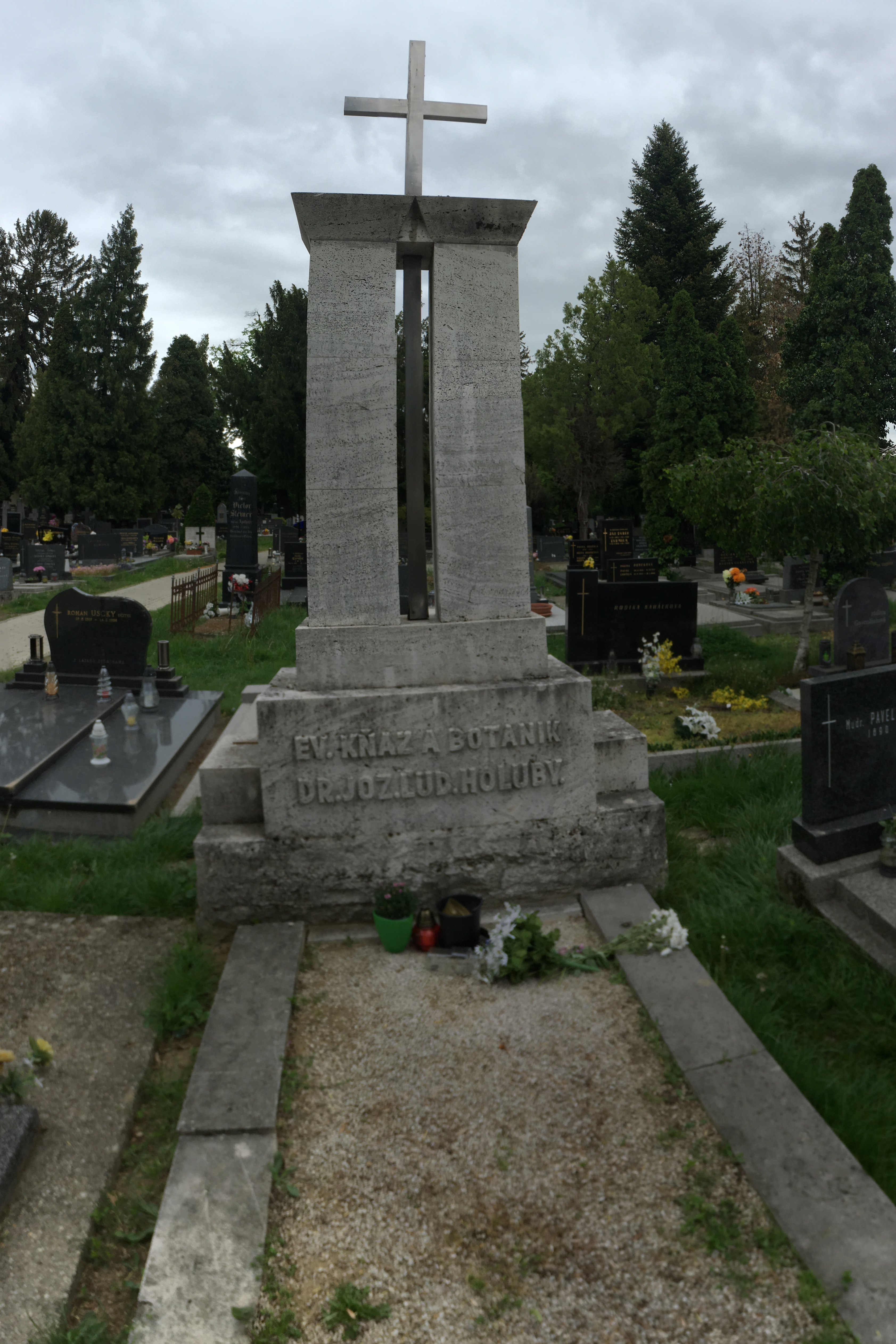
Hrob v Pezinku

Narodil se do rodiny evangelického duchovního, jenž jej již od mládí vedl k zájmu o přírodu. Studoval na střední škole v Modře, následně na bratislavském Evangelickém lyceu. Mezi roky 1855 až 1858 studoval teologii, následně rok působil jako vychovatel a roku 1860 získal stipendium na vídeňské evangelické teologické fakultě. Od téhož roku začal působit coby kaplan ve Skalici, odkud po roce odešel a stal se farářem v Zemianském Podhradie. Tady vydržel až do roku 1909, kdy odešel na odpočinek ke své dceři do Pezinku.
V místech, kde působil, se zajímal o tamní flóru. Studoval tak rostliny v Bošácké dolině, okolo Pezinku, v Tematínských kopcích, ale také na Považském Inovci či v přírodní rezervaci Šúr. Zabýval se také systematickou botanikou a v ní se věnoval především rodu ostružiník (Rubus).
Své příspěvky zasílal do odborných časopisů a ročenek přírodovědeckých spolků v Bratislavě a Trenčíně. Přispíval do Letopisů Matice slovenské, ale i do zahraničních časopisů Österreichische botanische Zeitschrift a Deutsche botanische Zeitschrift. Od roku 1877 do konce svého působení v Zemianském Podhradie předsedal Přírodovědeckému spolku Trenčínské župy. Zakládal Matici slovenskou a byl členem dalších domácích i zahraničních vědeckých společností. V roce 1897 se stal členem Národopisné společnosti československé a stal se též prvním čestným členem Československé botanické společnosti. Roku 1922 získal na Přírodovědecké fakultě Karlovy univerzity v Praze čestný doktorát přírodních věd.
Jeho standardní botanická zkratka je HOLUBY a k jeho poctě se používá jméno druhu nebo vnitrodruhového taxonu ve tvaru „holubyi“ nebo „holubyana“, tedy například Ophrys holoserica subsp. holubyana.

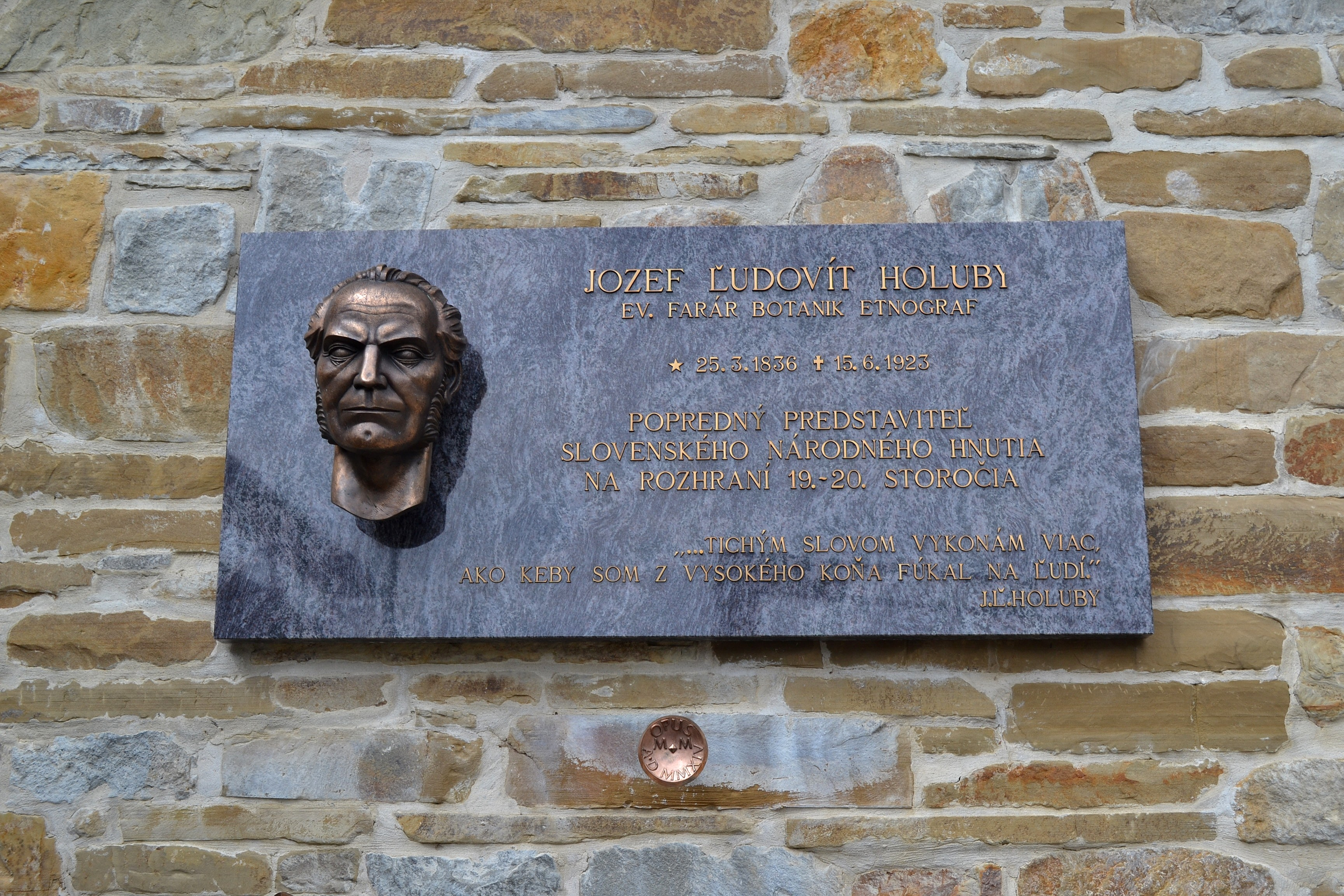
Pamětní deska na Holubyho chatě

Na jeho počest po něm byla pojmenována Holubyho chata na Velké Javořině, jejíž výstavba započala krátce po jeho smrti. V červenci 2013 byla na chatě odhalena pamětní deska s jeho bustou.

## Dílo
Svou největší botanickou práci Flora des Trencsiner Comitates (Kvetena župy trenčianskej) napsal v němčině a nejprve ji po částech vydával v ročenkách trenčínského přírodovědeckého spolku. Dalším významným dílem je Niečo o maliníkoch Bošáckej doliny (ve Slovenských pohľadoch). Vedle botanických prací sbíral též místní pohádky, pověsti i další etnografické materiály. Nevydaným dílem zůstal kupříkladu seznam hub z okolí Zemianského Podhradí (1876–1884).
Část rukopisné pozůstalosti je uložena v Literárním archivu Matice slovenské. Tři herbáře, které po Holubym zůstaly, jsou uloženy každý na jiném místě. Jeden (obsahující více než 12 tisíc exemplářů) je uložen v rumunské Bukurešti, další (s flórou z okolí Trenčína) zpracovaný pro Slovenskou muzeální spoločnosť v Martině je uložena v Prírodovednom múzeu Slovenského národného múzea v Bratislavě. Poslední z trojice obsahující rostliny z okolí Pezinku je archivována na Katedře botaniky pražské Přírodovědecké fakulty Karlovy univerzity. Holuby nashromáždil též sbírku mechů (čítající asi 3 tisíce exemplářů), která je uložena v rumunské Kluži.